# Melphidippa macruroides
Melphidippa macruroides är en kräftdjursart som beskrevs av Guijanova 1946. Melphidippa macruroides ingår i släktet Melphidippa och familjen Melphidippidae. Inga underarter finns listade i Catalogue of Life.